# Schlacht von Covadonga
Rio Guadalete – Toulouse – Covadonga – Tours und Poitiers – Avignon – Berre
Die Schlacht von Covadonga fand bei der Felsenhöhle von Covadonga in Asturien statt (südöstlich von Cangas de Onís im Gebirge Picos de Europa). Dort besiegten im Jahre (718 oder) 722 Asturer unter Führung von Pelayo eine maurische Streitmacht. Dieser erste militärische Erfolg christlicher Truppen nach der muslimischen Eroberung der Iberischen Halbinsel gilt traditionell als Beginn der christlichen Rückeroberung (Reconquista). In der modernen Forschung wird die Historizität des auch in muslimischen Quellen erwähnten Kampfes nicht bezweifelt; er war aber möglicherweise eher ein kleineres Gefecht als eine große Schlacht. Die Darstellung der muslimischen Verluste in der christlichen Geschichtsschreibung („Covadonga-Mythos“) gilt heute als stark übertrieben.

## Vorgeschichte
Nach dem Sieg der muslimischen Truppen in der entscheidenden Schlacht am Río Guadalete (Juli 711), in welcher der Westgotenkönig Roderich fiel, wurde das Westgotenreich vernichtet. Die aus Nordafrika gekommene muslimische Invasionsstreitmacht (Berber und Araber) eroberte in wenigen Jahren die iberische Halbinsel. Der asturischen Überlieferung zufolge war Pelayo (lateinisch Pelagius) ein adliger Westgote, der als spat(h)arius („Schwertträger“) zur Leibgarde Roderichs gehört hatte. Er begab sich nach Asturien, wo seine Familie anscheinend verwurzelt und angesehen war. Dort trat er in den Dienst des muslimischen Gouverneurs Munuza, arrangierte sich also mit den neuen Machthabern. Munuza wollte die Schwester Pelayos heiraten, wohl um seine Macht in der Region durch eine Verbindung mit diesem prominenten Geschlecht abzusichern. Pelayo verweigerte jedoch seine Zustimmung. Als Munuza sich darüber hinwegsetzte, kam es zum Zerwürfnis, und Pelayo flüchtete in eine entlegene Berggegend, um dort einen Aufstand zu beginnen. Er ließ sich im Jahre 718 von seinen Anhängern zum König oder „Fürsten“ (princeps) wählen. Anscheinend unternahmen die Muslime, die damals mit ihrer Expansion nördlich der Pyrenäen beschäftigt waren, zunächst nichts dagegen und entsandten erst vier Jahre später, 722, eine Streitmacht, um den Aufstand niederzuwerfen.

## Verlauf
Über den Verlauf des Kampfes gehen die Angaben der muslimischen und christlichen Quellen weit auseinander, auch in der modernen Forschung ist fast alles außer dem Schlachtort umstritten. Sogar die Datierung ist nicht geklärt. Der prominente spanische Historiker Claudio Sánchez-Albornoz ist in einer gründlichen Untersuchung zum Ergebnis gekommen, die Schlacht auf 722 zu datieren. Obwohl sich diese Auffassung durchgesetzt hat, treten neuerdings einige Forscher für eine frühere Datierung (718) ein. Als sicher kann lediglich gelten, dass bei Covadonga ein Versuch muslimischer Truppen scheiterte, Pelayos Streitmacht zu vernichten.
Die Hauptquellen für die Ereignisse sind eine Chronik, die König Alfons III. von Asturien (866–910) verfassen ließ, und die ebenfalls am Hof dieses Herrschers entstandene, im Jahr 883 vollendete Crónica Albeldense. Ungewiss ist, ob es – wie in der Chronik Alfons’ III. berichtet wird – vor der Schlacht zu Verhandlungen kam, wobei die Muslime durch einen Bischof namens Oppa, den sie mitgebracht hatten, den Asturern vorteilhafte Friedensbedingungen anboten. Demnach hätte Pelayo unter muslimischer Herrschaft nicht nur seinen Besitz behalten, sondern auch eine gewisse vertraglich gesicherte politische Eigenständigkeit bewahren können. Der Chronik zufolge lehnte Pelayo dieses Angebot ab, und darauf begann die Schlacht, in der angeblich 124.000 muslimische Soldaten ums Leben kamen, darunter der kommandierende Feldherr namens Alqama; auf der anschließenden Flucht sollen weitere 63.000 umgekommen sein. Dadurch wurde nach dieser Darstellung die Lage des Gouverneurs Munuza, der nicht an der Schlacht teilgenommen hatte, unhaltbar; er musste seine Residenz in Gijón aufgeben und wurde auf der Flucht getötet. Danach soll kein einziger Muslim nördlich der Pässe des Kantabrischen Gebirges am Leben geblieben sein.
Die (ebenfalls nicht zeitgenössischen) muslimischen Quellen hingegen stellen die Kampfhandlung als unbedeutendes Gefecht dar. Ihnen zufolge wurde eine Schar von 300 christlichen Rebellen eingekreist und fast völlig aufgerieben. Schließlich seien Pelayo nur 30 ausgehungerte Kämpfer geblieben. Diese habe man entkommen lassen, da zu ihrer Vernichtung in dem schwierigen Gelände ein unverhältnismäßiger Aufwand erforderlich gewesen wäre.
Beide Darstellungen sind offensichtlich weit von der historischen Realität entfernt. In der christlichen Geschichtsschreibung wurde das Geschehen von Covadonga aus der Perspektive späterer Jahrhunderte mythisch überhöht, in der muslimischen bagatellisiert. Die asturische Schilderung ist vom „Neogotismus“ geprägt, der Sichtweise des asturischen Königshauses, das seine Herrschaft als Fortsetzung bzw. Wiedererrichtung des Westgotenreichs betrachtete und damit legitimierte. Die maßlos übertriebenen Verlustzahlen der Feinde sollten den christlichen Sieg als Wunder, als Ergebnis göttlicher Hilfe erweisen. Die muslimische Darstellung ist ebenfalls unglaubwürdig, denn wenn man ihren Angaben folgt, ist es unbegreiflich, dass Pelayo nach dem Kampf sein asturisches Reich von der Hauptstadt Cangas de Onís aus konsolidieren konnte, ohne dass die Muslime ihn daran zu hindern vermochten.
Festzuhalten ist, dass ein Kampf stattgefunden hat und dass es sich offenbar um einen militärischen Erfolg der Rebellen handelte, dessen Ausmaß und Bedeutung jedoch mangels zuverlässiger Quellen nicht genauer bestimmt werden kann. Anscheinend unterschätzten die Muslime die Tragweite von Pelayos Aufstand und versäumten es daher, ihn nach der Schlappe von Covadonga energisch zu unterdrücken. Die Berichte beider Seiten gehen davon aus, dass die muslimische Streitmacht bei Covadonga zahlenmäßig überlegen war. Die Asturer hingegen hatten den Vorteil einer besseren Kenntnis des für den Angreifer schwierigen Geländes.

Die Höhle von Covadonga

## Gedenkstätte
Schon vor der Schlacht befand sich in der Höhle von Covadonga ein Marienheiligtum. Nach Ansicht der Christen stand diese Stätte unter himmlischem Schutz und konnte deshalb von den Muslimen nicht eingenommen werden. Daher wurde das Heiligtum zu einem Marien-Wallfahrtsort. Dort wird die „Jungfrau von Covadonga“ noch heute als Patronin Asturiens verehrt.